# Пыряяха (приток Пякупура)
Пыряяха (устар. Малая Яха) — река в России, протекает по Ямало-Ненецкому АО. Устье реки находится в 99 км по левому берегу реки Пякупур. Длина реки составляет 39 км.

## Данные водного реестра
По данным государственного водного реестра России относится к Нижнеобскому бассейновому округу, водохозяйственный участок реки — Пур. Речной бассейн реки — Пур.
Код объекта в государственном водном реестре — 15040000112115300056483.